# Esteve Atmetller
Esteve Atmetller fou un pianista i compositor nascut a Catalunya.
Fou alumne del Conservatori de París, en les quals càtedres estudià harmonia i composició, i en la que aconseguí el primer premi. En fundar-se la banda municipal d'Almadén en fou el primer director (1885).
Va publicar diverses peces de música de saló, entre elles: El Alba i Engracia (polques): Sombra querida (melodia), i Cantos del Tirol (vals). Aquestes peces per a piano van rebre un èxit considerable.